# Витијер (Калифорнија)
Витијер (енгл. Whittier) град је у америчкој савезној држави Калифорнија. По попису становништва из 2010. у њему је живело 85.331 становника.

## Демографија
Према попису становништва из 2010. у граду је живело 85.331 становника, што је 1.651 (2,0%) становника више него 2000. године.
| Група             | 2000.          | 2010.          |
| Белци             | 31.475 (37,6%) | 24.126 (28,3%) |
| Афроамериканци    | 1.019 (1,2%)   | 1.092 (1,3%)   |
| Азијати           | 2.770 (3,3%)   | 3.262 (3,8%)   |
| Хиспаноамериканци | 46.765 (55,9%) | 56.081 (65,7%) |
| Укупно            | 83.680         | 85.331         |